# Mikołaj Wolski (1553–1630)

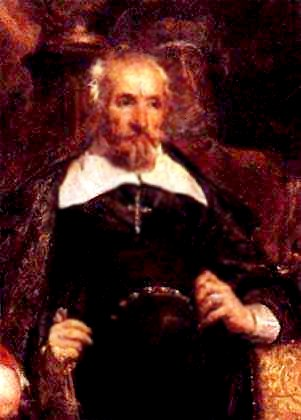
Mikołaj Wolski fragment obrazu Kazanie Skargi Jana Matejki

Mikołaj Wolski z Podhajec herbu Półkozic (ur. 1553 w Podhajcach, zm. 9 marca 1630) – marszałek wielki koronny w latach 1616–1630, marszałek nadworny koronny w latach 1600–1617, miecznik koronny i miecznik krakowski w latach 1574–1599, komandor komandorii poznańskiej zakonu maltańskiego w latach 1589–1600, kanonik kapituły katedralnej poznańskiej w latach 1589–1601, dyplomata, starosta olsztyński w 1613 roku, starosta krzepicki, rabsztyński, czorsztyński od 1599, starosta inowłodzki w 1612 roku, starosta babimojski i odolanowski w 1629 roku, starosta wołpeński i dubieński, starosta warszawski, skarbnik rawski, faworyt i przyjaciel Zygmunta III Wazy.
Jako senator wziął udział w sejmach: 1601, 1603, 1605, 1609, 1611, 1613 (I), 1613 (II), 1615, 1616, 1618 1619, 1620, 1621, 1623, 1624, 1625, 1626 (I), 1626 (II), 1627, 1628, 1629 (I), 1629 (II).

## Życiorys
Ojcem jego był Stanisław Wolski (1523–1566) kasztelan sandomierski, marszałek nadworny warszawski, starosta krzepicki.
Zwiedził wszystkie prawie kraje Europy. Wychowany na dworze Maksymiliana – księcia Austrii. Następnie po pobycie przez 10 lat na dworze cesarza Rudolfa, powrócił do ojczyzny. Wysyłany był w różnych poselstwach. W kraju dla biegłości wielkiej w prawie, i zasług, sprawował znakomite godności.
Poseł mazowiecki na sejm konwokacyjny 1574 roku.
W 1575 roku podpisał elekcję Maksymiliana II Habsburga.
Sprowadził z zagranicy do Polski wielu rzemieślników. Przebywając w Rzymie, jako poseł Zygmunta III Wazy, do papieża Klemensa VIII, bardzo upodobał sobie zakon Kamedułów, którzy zobowiązali się przysłać do Polski paru zakonników, jednak pod warunkiem, że wystawi im klasztor i zapewni odpowiednie fundusze na ich utrzymanie. W rynku w Kłobucku wybudował murowany pałac, połączony nadziemnym przejściem z kościołem św. Marcina i Małgorzaty. Budynek nie przetrwał jednak do czasów obecnych, nie wiadomo dokładnie kiedy został zburzony.
W 1578 roku po otrzymaniu zgody króla Stefana Batorego wykupuje kuźnice w swoich starostwach. Po 1588 roku przebudował w stylu renesansowym Zamek w Krzepicach. W 1607 roku wykupuje kuźnicę w Łojkach, w 1620 roku kuźnicę w Łaźcu i Wąsoszy. Dwie ostatnie wykupuje od wdowy po ostatnim kuźniku z rodu Konopków. W Łaźcu wystawia piec do odlewania dział, w Łojkach zakłada druciarnię i blacharnię, w Pankach odlewnię dział, moździerzy i kul. Zakłada kuźnice w Poczesnej (Poczesna Druga lub Klepaczka) oraz w 1620 roku w Nieradzie (działała 10 lat, po śmierci Mikołaja Wolskiego zamieniona na folwark). W kuźnicach Wolskiego odlewano ciężkie działa forteczne, panwie do warzenia solanki w żupach solnych, kotły, garnce i garnki. Z żelaza kutego wyrabiano w ogromnych ilościach sprzęt rolniczy i rzemieślniczy, blachy, druty, łopaty, siekiery. Po śmierci Mikołaja Wolskiego, wskutek braku spadkobiercy, kuźnice w Łaźcu, Nieradzie, Poczesnej, Sierakowie, Własnej i Zawadzie uległy dewastacji i zatrzymaniu.
Odbył legację do cesarza Macieja Habsburga, co zaowocowało podpisaniem przymierza polsko-austriackiego w 1613 roku.
W 1613 roku, 1618 i 1620 roku był deputatem Senatu na Trybunał Skarbowy Koronny.
Przyjął prawo miejskie w Krakowie.
Według legendy przez długie lata zajmował się czarną magią i alchemią, jednak pod koniec życia, gdy uznał, że jego życie jest niegodziwe i bezbożne, ufundował klasztor kamedułów na Bielanach w Krakowie. Został pochowany przy wejściu do kościoła, a na jego płycie nagrobnej umieszczono, zamiast nazwiska, łacińskie sentencje o strachu przed potępieniem i Sądem Ostatecznym. Zgodnie ze swoim życzeniem został pochowany w białym habicie kamedułów.
Portret epitafijny Mikołaja Wolskiego, którego autorem jest ojciec Wenanty Subiaco, malarz zakonny, umieszczony jest przy wejściu do kościoła.